# Thomas Sandell (entreprenör)
Thomas Sandell, född 1964, är en svensk entreprenör och finansman som rankades av Forbes år 2010 som god för 1,1 miljard amerikanska dollar och som nummer 880 på deras lista över världens miljardärer.. 
Thomas Sandell har en kandidatexamen från Uppsala universitet och en MBA från Columbia University 1989. Han arbetade två år på Atlantic Finance i Paris och på Bear Stearns i New York 1989–1997, bland annat med Kirk Kerkorians bud på Chrysler.
Thomas Sandell grundade 1998 hedgefonden Sandell Asset Management Corp.. Hans fokus vad gäller investeringsstrategi beskrivs som "event-driven investing". Sandell uppgavs år 2009 förvalta 4 miljarder amerikanska dollar.